# Наталија Меклин-Кравцова
Наталија Фјодоровна Меклин-Кравцова (рус. Наталья Фёдоровна Ме́клин-Кравцова; Лубни, 8. септембар 1922 — Москва, 5. јун 2005), мајор Црвене армије, учесница Великог отаџбинског рата, писац и херој Совјетског Савеза. 

## Биографија
Рођена је 8. септембра 1922. године у граду Лубни. Школовала се у Харкову и Кијеву, где је 1940. године завршила средњу школу. Током средње школе бавила се једриличарством. Уписала се и на школу једриличарства у Кијевском дому пионира. Године 1941. је завршила први курс при Московском институту за ваздухопловство.
Након почетка Великог отаџбинског рата, одлучила се за одлазак на фронт. Током јула и августа 1941. године је учествовала у изградњи утврђења у Брјанској области. Почетком октобра 1941. године, поднела је захтев за пријем у 588. ноћни бомбардерски пук и на иницијативу хероја Совјетског Савеза Марине Раскове примљена је у овај пук. У граду Енгелс 1942. године је завршила војну пилотску школу, а у мају исте године је ступила у ратне операције. У чланство Свесавезне комунистичке партије (бољшевика) примљена је 1943. године.
Током Великог отаџбинског рата била је — шеф комуникације ескадриле, пилот, виши пилот и командант лета авио пука. Борила се на јужном фронту од маја до јуна 1942, потом на Северно-кавкаском од јула до септембра 1942. године. Након тога је од септембра 1942. до јануара 1943. године била део Северене групе армија Заказавског фронта, а од јануара до новембра 1943. године на Севернокавкасном фронту. Од новембра 1943. до маја 1944. године била је у саставу Приморске армије, а након тога се до маја 1945. године борила у саставу Другог белоруског фронта. Командант лета Наталија Меклин је током рата извела велики број борбених летова, због чега је указом Президијума Врховног Совјета СССР-а 23. фебруара 1945. године добила почасно звање хероја Совјетског Савеза.
Након завршетка рата, октобра 1945. године је била демобилисана и пребачена у резерву. Наставила је са школовањем и 1947. године је дипломирала на два курса филолошког факултета на Московском државном универзитету. Од октобра 1947. године је поново радила у Совјетској армији и 1953. године је дипломирала на Војном институту страних језика. Била је виши референтни и преводилац у Шестом директорату Министарства одбране Совјетског Савеза. Јануара 1956. године се удала за Јурија Феодоровича Кравцова, генерал-лајтнанта авијације.
Од септембра 1957. године је радила као преводилац у Информационом одељењу Дирекције Генералштаба Совјетске армије, а затим у Издавачкој кући војно-техничке књижевности страних језика као тумач и уредник. Била је ангажована у књижевној делатности и написала је 17 књига. Од 1972. године је била члан Савеза писаца СССР-а, а након тога Савеза писаца Руске федерације.
Умрла је 5. јуна 2005. године у Москви и сахрањена Трокуровском гробљу.
Наталија Кравцова је била добитница неколико признања и одликовања Совјетског Савеза. Приликом добијања звања Хероја Совјетског Савеза, 23. фебруара 1945. године, аутоматски је била одликована Орденом Лењина. Поред тога, одликована је и с другим одликовањима, међу којима су:
- три Ордена црвене заставе, којима је одликована 14. априла 1944, 14. децембра 1944. и 15. јуна 1945. године
- Орден црвене звезде, којим је одликована 11. јануара 1942. године
- Орден Отаџбинског рата другог степена, којим је одликована 27. априла 1943. године
- Орден части, којим је одликована 7. септембра 1982. године
- Орден Отаџбинског рата првог степена, којим је одликована 11. марта 1985. године